# ぎゅぎゅっと!長崎
『ぎゅぎゅっと!長崎』（ぎゅぎゅっとながさき）は、NHK長崎放送局で放送されている『NHKニュース』のローカルニュース番組。『ぎゅっと!長崎』の週末版として2023年4月8日より放送開始。

## 番組概要
2023年4月8日より『イブ長チャレンジ』から現在の番組名に改題された。

## 番組内容
- 長崎県のニュース
- リポート
- 長崎県の気象情報
  - 18:53 - 18:55の東京からの全国の気象情報はネットしていない[2]。

## 放送時間
- 土曜日・日曜日 18:45 - 18:59
  - 『イブ長チャレンジ』時代と同様、春の大型連休やお盆、年末年始と重なる場合は休止し、代替として18:45 - 18:59（年末年始は18:50 - 19:00）に福岡局から『九州・沖縄のニュース・気象情報』を同時ネットする。また、土曜日と祝日が重なる場合についてはそれが1月1日の元日・春の大型連休期間・8月11日の山の日に該当しなければ休止とはならず通常通り放送される。
  - 18:53 - 18:55の東京からの全国の気象情報はネットしていない[3]。

## キャスター
- 2025年度
  - 川崎寛司
  - 大野克郎
  - 金澤利夫
  - 山口紗希
  - 山中祐佳

- 2024年度
  - 池田耕一郎[4]
  - 金澤利夫
  - 川崎寛司
  - 山口紗希[5]
  - 寺田美穂

- 2023年度
  - 池田耕一郎
  - 金澤利夫
  - 野村優夫
  - 佐藤誠太[6]
  - 川崎寛司[7]

## 関連番組
- ぎゅっと!長崎 - 平日のニュース番組。2023年度から放送開始。